# Machaire Rabhartaigh
Machaire Rabhartaigh ist eine kleine Gemeinde im Norden des County Donegal im dortigen Gaeltacht. Daher ist dies auch der einzige offizielle Name. Der englische Name ist Magheraroarty.
Vom Pier aus gibt es eine ganzjährige Fährverbindung nach Tory Island. Der Ort verfügt über einen großen Sandstrand und ist für seine Windsurfmöglichkeiten bekannt.